# Sjöfartsverket
Sjöfartsverket ist die schwedische Behörde für die See- und Binnenschifffahrt. Sie wurde am 1. Juli 1969 gegründet. Der Hauptsitz befindet sich in Norrköping.
Sjöfartsverket ist das schwedische Zentralamt für das Schifffahrtswesen und trägt die Verantwortung für den Unterhalt der Fahrwasser und Hafenbereiche, die Bereitstellung von Lotsendiensten und die Freihaltung von Fahrwegen durch Eisbrecher. Zu dem Verantwortungsbereich zählen auch die größeren Seen Vänern, Vättern und Mälaren sowie Göta älv und die Kanäle in Trollhättan, Södertälje und Falsterbo. Zu seinen Aufgaben zählt auch die Koordination der Rettungsarbeiten bei Schiffsunglücken und Flugunfällen auf See. Das Sjöfartsverket betreibt das Schwedische JRCC in Göteborg. In Zusammenarbeit mit Trafikverket trägt Sjöfartsverket zur Planung der verkehrstechnischen Infrastruktur teil. 
Sjöfartsverket hat auch einen Forschungsauftrag, der unter anderem die Sicherheit zur See und die Beeinflussung der Umwelt durch die Seefahrt umfasst.
Sjöfartsverket wird zu 70 % durch Fahrwasser- und Lotsengebühren sowie den Verkauf von Seekarten finanziert, die restlichen 30 % stammen aus Steuermitteln. 2014 betrugen die gesamten Einnahmen 2,35 Milliarden Kronen (ca. 230 Millionen Euro).